# تپه ملا
تپه ملا مربوط به اواخر دوره ساسانیان - دوران‌های تاریخی پس از اسلام است و در شهرستان دیواندره، بخش مرکزی، روستای کس نزان واقع شده و این اثر در تاریخ ۷ آذر ۱۳۸۳ با شمارهٔ ثبت ۱۱۲۴۸ به‌عنوان یکی از آثار ملی ایران به ثبت رسیده است.